# Хаупт, Пауль
Пауль Хаупт (25 января 1858, Гёрлиц — 15 декабря 1926, Балтимор) — немецко—американский ассириолог и семитолог.

## Биография
Окончил гимназию в Гёрлице, затем изучал восточные языки, древние языки и сравнительное языкознание в университетах Лейпцига и Берлина. В 1876 году получил докторскую степень. Габилитировался после длительной научной стажировки в Лондоне, по возвращении в Германию в 1880 году получил должность приват-доцента в Гёттингенском университете. В 1883 году получил там же должность экстраординарного профессора, но в том же году был приглашён преподавать в университет Джонса Хопкинса в Балтиморе, США; до 1889 года периодически продолжал читать летние лекции в Гёттингене, но затем окончательно переселился в Северную Америку. С 1888 года был почётным хранителем восточных древностей в Национальном музее в Вашингтоне. В июне 1901 года получил степень почётного доктора университета Глазго.
Более всего известен как первооткрыватель шумерского языка (1880 год), а также внедрением научных методов младограмматиков в семитскую филологию. Совместно с Фридрихом Деличем с 1881 года был соредактором выходившего в Лейпциге издания «Assyriologische bibliothek». Был автором множества статей в научных журналах по тематике семитской грамматики, библейской археологии, библейской критики и так далее. В 1893 году участвовал в подготовке обширного критического издания Ветхого Завета. Особенностью этого издания было использование разных цветов для выделения различных источников и составных частей книг.